# Distrito administrativo de Obersimmental-Saanen
El Distrito administrativo de Obersimmental-Saanen (en alemán Verwaltungskreis Obersimmental-Saanen, en francés Arrondissement administratif du Haut-Simmental-Gessenay) es uno de los diez nuevos distritos administrativos del cantón de Berna. Tiene una superficie de 575 km². La capital del distrito es Saanen.
Formado de la fusión del distrito de Obersimmental y el de distrito de Saanen, hace parte de la región administrativa del Oberland.

## Geografía
Situado en parte en la región conocida como Oberland bernés, la región alpina del cantón de Berna.
El distrito de Obersimmental-Saanen limita al norte con los distritos de Gruyère (FR) y Sense (FR), al este con el de Frutigen-Niedersimmental, al sur con los de Leuk (VS), Hérens (VS) y Sion (VS), y al oeste con los de Aigle (VD) y Riviera-Pays-d'Enhaut (VD).

## Comunas
| Distrito administrativo de Obersimmental-Saanen | Distrito administrativo de Obersimmental-Saanen | Distrito administrativo de Obersimmental-Saanen |
| Comunas                                         | Población (31.12.2014)                          | Superficie km²                                  |
| ----------------------------------------------- | ----------------------------------------------- | ----------------------------------------------- |
| Boltigen                                        | 1301                                            | 77.0                                            |
| Gsteig bei Gstaad                               | 971                                             | 62.4                                            |
| Lauenen                                         | 812                                             | 58.7                                            |
| Lenk im Simmental                               | 2427                                            | 123.1                                           |
| Saanen                                          | 6909                                            | 119.8                                           |
| Sankt Stephan                                   | 1342                                            | 60.9                                            |
| Zweisimmen                                      | 3015                                            | 73.1                                            |
| Total (7)                                       | 16 777                                          | 575.0                                           |